# Anna Moskwa
Anna Moskwa (ur. 27 maja 1979 w Zamościu) – polska urzędniczka państwowa, przedsiębiorca i ekonomistka, w latach 2017–2020 podsekretarz stanu w Ministerstwie Gospodarki Morskiej i Żeglugi Śródlądowej, w latach 2021–2023 minister klimatu i środowiska.

## Życiorys
Pochodzi z Zamościa, gdzie ukończyła I Liceum Ogólnokształcące im. Hetmana Jana Zamoyskiego. W 1996 została laureatką Olimpiady Wiedzy Religijnej. Absolwentka trzech kierunków: socjologii na Katolickim Uniwersytecie Lubelskim, a także stosunków międzynarodowych i ekonomii, które studiowała na Uniwersytecie Marii Curie-Skłodowskiej oraz Uniwersytecie Warszawskim. Ukończyła również studia podyplomowe MBA na Uczelni Łazarskiego w Warszawie.
Była związana z organizacją pozarządową Europejski Dom Spotkań – Fundacja Nowy Staw, zajmującą się działaniami w obszarze edukacji międzykulturowej, pomocy rozwojowej oraz rynku pracy. Była wolontariuszem tej fundacji, później pełniła funkcje wiceprezesa i prezesa jej zarządu. W 2010 kierowała polskim oddziałem organizacji charytatywnej Habitat for Humanity. Prowadziła własną działalność gospodarczą, zajmując się kwestiami z zakresu rynku pracy, rekrutacji, postępowań przetargowych oraz innowacji. Specjalizowała się w zakresie funduszy unijnych i współpracy międzynarodowej. Była prezesem spółki prawa handlowego Quality and Development Institute, zajmującej się audytami oraz szkoleniami. W latach 2016–2017 pełniła funkcję dyrektora Departamentu Współpracy Międzynarodowej Ministerstwa Gospodarki Morskiej i Żeglugi Śródlądowej.
W kwietniu 2017 została powołana na stanowisko podsekretarza stanu w Ministerstwie Gospodarki Morskiej i Żeglugi Śródlądowej. W marcu 2018, po odwołaniu odpowiedzialnego za żeglugę śródlądową wiceministra Jerzego Materny, przejęła w resorcie jego obowiązki. Zakończyła pełnienie tej funkcji w październiku 2020. Następnie do 2021 zajmowała stanowisko prezesa zarządu przedsiębiorstwa Baltic Power, a w 2021 została dyrektorem biura ds. morskich farm wiatrowych w PKN Orlen.
26 października 2021 dołączyła do drugiego rządu Mateusza Morawieckiego, obejmując w nim stanowisko ministra klimatu i środowiska; zastąpiła na tym stanowisku Michała Kurtykę. W 2023 została członkinią Prawa i Sprawiedliwości.  27 listopada tego samego roku zakończyła pełnienie funkcji ministra.

## Życie prywatne
Posługuje się językiem angielskim, francuskim i hiszpańskim. Była animatorką Ruchu Światło-Życie.
Córka Jana i Haliny. Mężem Anny Moskwy jest Paweł Rusiecki, który objął funkcję zastępcy prezesa Wód Polskich ds. zarządzania środowiskiem wodnym.